# Магдалена Бранденбургская
Магдалена Бранденбургская (нем. Magdalena von Brandenburg; 7 января 1582, Берлин — 4 мая 1616, Дармштадт) — принцесса Бранденбургская, в замужестве ландграфиня Гессен-Дармштадтская.

## Биография
Магдалена — дочь курфюрста Бранденбурга Иоганна Георга и его третьей супруги Елизаветы Ангальтской, дочери князя Иоахима Эрнста Ангальтского. Вскоре после смерти отца 5 июня 1598 года Магдалена вышла замуж за ландграфа Гессен-Дармштадта Людвига V, с которым она обручилась за год до свадьбы.
Магдалена умерла вскоре после участия в Наумбургском княжеском съезде 1616 года и была похоронена в городской церкви Дармштадта. Людвиг тяжело переживал кончину супруги и в 1618—1619 годах даже предпринял паломническую поездку в Святую землю, что заставило его задуматься о переходе в католицизм.

## Потомки
У Магдалены и Людвига V родились:
- Елизавета Магдалена (1600—1624), замужем за герцогом Людвигом Фридрихом Монбельярским (1586—1631)
- Анна Элеонора (1601—1659), замужем за герцогом Георгом Брауншвейг-Люнебургским (1582—1641)
- Мария (1602−1610)
- София Агнесса (1604—1664), замужем за пфальцграфом Иоганном Фридрихом Пфальц-Гильпольтштейнским (1587−1644)
- Георг II (1605—1661), ландграф Гессен-Дармштадта, женат на Софии Элеоноре Саксонской (1609—1671)
- Юлиана (1606—1659), замужем за Ульрихом II Ост-Фрисландским (1605—1648)
- Амалия (1607—1627)
- Иоганн (1609—1651), ландграф Гессен-Браубаха, женат на графине Иоганетте фон Сайн-Витгенштейн (1626—1701)
- Генрих (1612—1629)
- Гедвига (1613—1614)
- Людвиг (1614)
- Фридрих (1616—1682), кардинал, князь-епископ Бреславльский